# Povoado Penedinho
Povoado Penedinho, localizado no município de Piaçabuçu, região do baixo São Francisco, é uma comunidade do interior de Alagoas bastante visitado por ser banhado pelo Rio São Francisco e pelas cavalgadas realizadas na região.
Está localizado a 12 km de distância da cidade de Piaçabuçu, e a 27 km de distância da cidade Histórica de Penedo. O documentário vozes do Penedinho conta a vida dos habitantes e foi produzido no ano de 2005.